# Курчатовский центр культуры
Курчатовский центр культуры — центр культуры, расположенный по адресу Москва, ул. Рогова, 1/8.
Построен в 1949 году по инициативе Игоря Васильевича Курчатова, как структурное подразделение Института Курчатова.
В 1998-м году на базе ДК была создана Автономная некоммерческая организация «Курчатовский центр культуры».
В 2016 году здание было признано выявленным объектом культурного наследия.

## История
Официальное открытие Курчатовского Дома культуры состоялось  в конце мая 1950 года. Предпосылки к этому были ранее, практически сразу после войны, когда ЛИПАН, известный сегодня как Курчатовский институт, стал заботиться об отдыхе своих сотрудников.
Первым приглашенным артистом стал Марк Бернес. Он выступал в зале для научных конференций. Вскоре решено было построить для физиков «клуб-столовую», построить вне территории института, чтобы там могли проводить время сотрудники и их семьи.
ДК довольно быстро перерос масштабы придатка к институту и стал играть большую роль в культурной жизни Москвы.Здесь играли Ойстрах и Ростропович, пели Образцова и Вишневская, здесь Аркадий Райкин давал премьеру своего спектакля «Дерево жизни». В ДК выступали Евгений Евтушенко, Майя Плисецкая, Игорь Ильинский, Людмила Гурченко, Мартинсон, Жаров, Быков.
Библиотека Дома культуры пополнялась тем, что оставляли ей в дар сотрудники института, для неё закупали книги и собрания сочинений в лучших книжных магазинах столицы. К открытию Клуба его библиотека насчитывала 26 тысяч томов.
На сцене ДК проходили «капустники», концерты, спектакли, премьеры лучших отечественных фильмов и «закрытые» показы западных кинокартин. Здесь нашел пристанище замечательный самодеятельный театр МГУ «Архимед», родился прославившийся впоследствии Театр пластической драмы Гедрюса Мацкявичюса.
Демократические традиции, с самого начала присущие Курчатовскому институту, давали знать себя и в ДК. Здесь проходили встречи с людьми, многие из которых в Советском Союзе были не только «невыездными», но и «непоказными». Здесь пел Высоцкий, отвечал на вопросы из зала Солженицын, здесь кандидат в депутаты Верховного Совета СССР Борис Ельцин излагал свою предвыборную программу. ДК Курчатова предоставлял свои помещения под художественные выставки, порой весьма и весьма скандальные. Несмотря на некоторую удаленность от центра столицы, многие художники считали за честь выставлять здесь свои картины.
В начале 90-х годов XX века Дом культуры лишился флера оппозиционности, но традиции сохранились. Он по-прежнему остается центром культурной жизни района.
В 1998 году ДК был переименован в Автономную некоммерческую организацию «Курчатовский центр культуры».
В 2016 году Дом культуры был переименован в Дом ученых им. А. П. Александрова.
В феврале 2019 года здание Дома культуры Национального исследовательского центра «Курчатовский институт» внесли в реестр объектов культурного наследия регионального значения.

## Награды
- Почётная грамота Московской городской думы (24 марта 2010 года) — за заслуги перед городским сообществом[5]